# Chiesa di Santa Maria della Speranza (Cannes)
La chiesa di Santa Maria della Speranza (in francese église Notre-Dame-d'Espérance) è una chiesa della città di Cannes in Francia.

## Storia
La chiesa venne costruita dai parrocchiani per sostituire la vicina chiesa fortificata di Notre-Dame-du-Puy, costruita dai monaci dell'Abbazia di Lerino e in seguito nota come la cappella di Sant'Anna. Quest'ultima era infatti troppo piccola e troppo dipendente dal castello e dai monaci. La costruzione della chiesa venne decisa il 14 novembre 1521 e vide l'inizio dei lavori nello stesso anno. Questi vennero ultimati solo nel 1648.

## Descrizione
La chiesa si trova in cima alla collina del Suquet nel centro di Cannes. A sinistra della facciata si erge il campanile romanico della chiesa.

## Galleria d'immagini

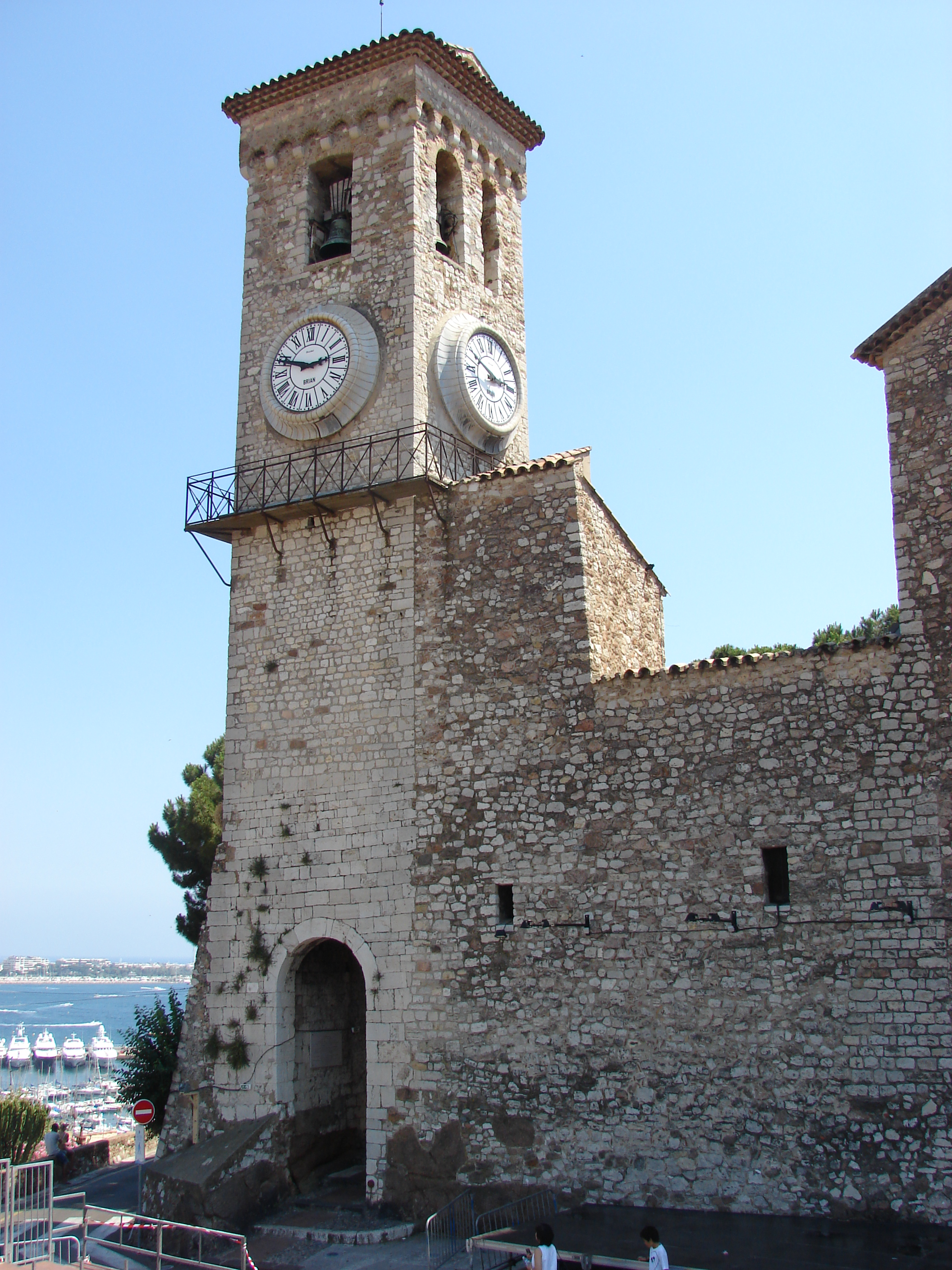
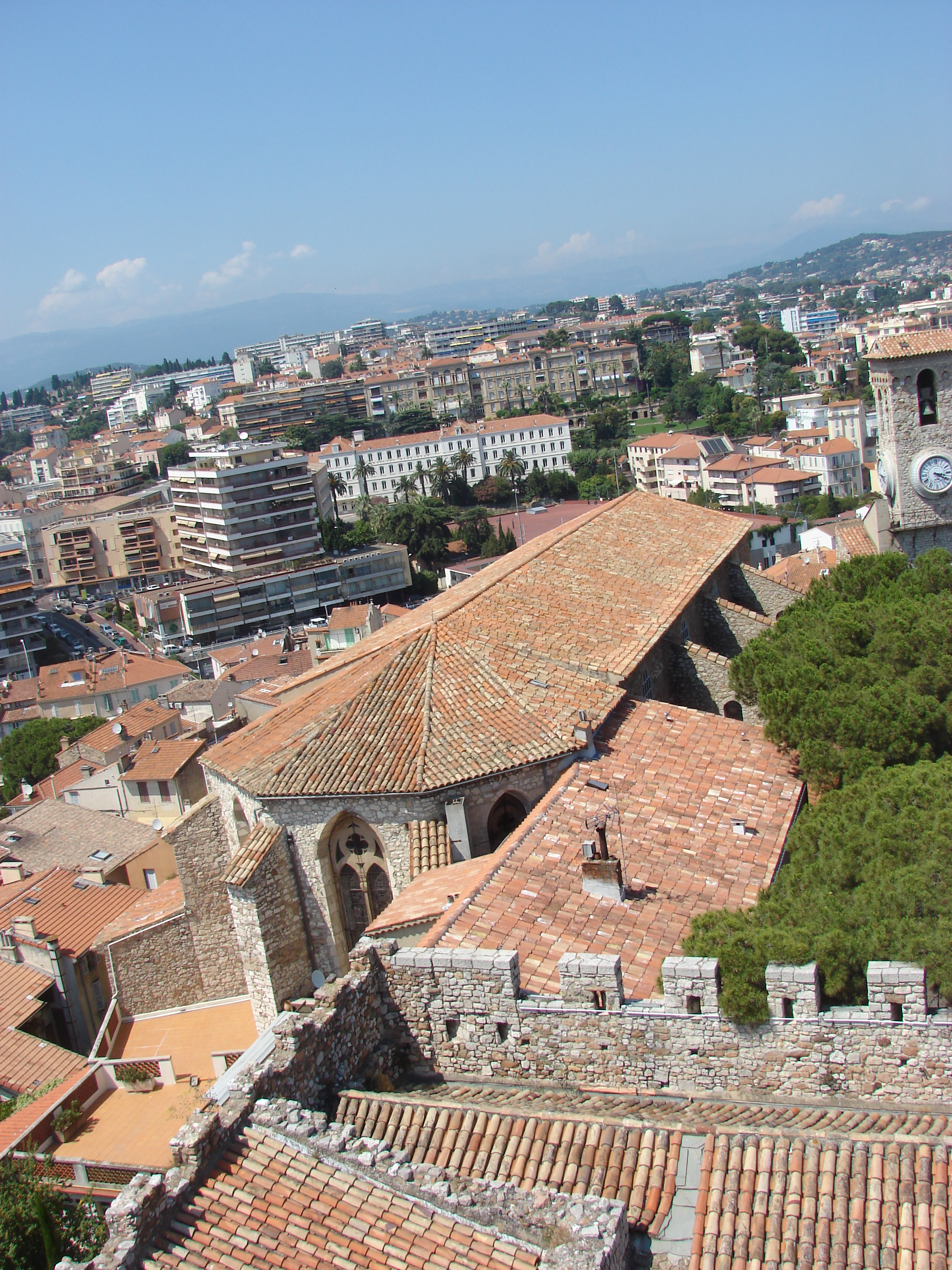
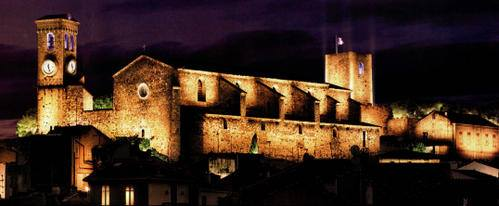